# Psychologia poznawcza
Psychologia poznawcza, psychologia kognitywna (ang. cognitive psychology) – dziedzina psychologii zajmująca się problematyką poznawania przez człowieka otoczenia – tworzenia wiedzy o otoczeniu, która jest następnie wykorzystana w zachowaniu. Wiedzę przedstawia się jako struktury (reprezentacje umysłowe), a mechanizmy jej tworzenia jako procesy (procesy poznawcze), a całość zagadnienia – jako tworzenie i przekształcanie struktur poprzez procesy. Stąd też można stwierdzić, że psychologia poznawcza zajmuje się badaniem struktur i procesów poznawczych. Aktywność poznawczą opisuje się także jako przetwarzanie informacji przez system poznawczy (umysł), dlatego można to zdefiniować tak, że psychologia poznawcza zajmuje się badaniem organizacji i funkcjonowania umysłu. Zagadnieniami podstawowymi dla psychologii poznawczej zajmuje się również kognitywistyka (ang. cognitive science).

## Informacje podstawowe

### Wstęp
Psychologia poznawcza, ze względu na silny akcent położony na stawianie hipotez i ich weryfikowanie (falsyfikowanie) w toku eksperymentu naukowego, w początkowym okresie rozwoju była nazywana psychologią eksperymentalną. Właściwa nazwa została określona w 1967 roku za sprawą pierwszego ogólnego podręcznika tej dziedziny, napisanego przez Ulrica Neissera. Nawiązuje do pochodzącego z filozofii pojęcia „poznanie”, odnoszącego się do poznawania przez człowieka otaczającej rzeczywistości, tworzenia wiedzy. Psychologia poznawcza jest konkretną dziedziną psychologii zajmującą się określonym problemem, ale można też mówić o „podejściu poznawczym” – kierunku jaki nie jest już domeną wyłącznie psychologii poznawczej (istnieje potrzeba rozróżniania dziedziny od samego kierunku). Psychologię poznawczą i podejście poznawcze, z perspektywy historycznej można spróbować scharakteryzować w następujący sposób:
- zaproponowano nowy – alternatywny bądź dodatkowy – sposób myślenia o wyjaśnianiu zachowania człowieka
- zaproponowano pewien sposób uprawiania psychologii, tworzenia teorii i badań naukowych
- obie te propozycje zostały z czasem szeroko przyjęte w ramach psychologii i zaakceptowane na gruncie innych nauk.

### Wyjaśnianie zachowania
W trakcie rozwoju psychologii pojawiały się (i wciąż się pojawiają) różne sposoby myślenia o możliwości wyjaśniania zachowania człowieka. Niektóre koncepcje starają się wyjaśniać zachowanie instynktami i popędami będącymi „mechanizmami psychicznymi”, „modułami bodziec-reakcja” ukształtowanymi w toku ewolucji (jak np. psychologia ewolucyjna), albo też będącymi jakąś formą biologicznej energii (np. energia życiowa, energia w filozofii, akt – gr. energeia według Arystotelesa), czy siły witalnej, dążącej do utrzymania równowagi (jak np. psychologia dynamiczna). Inne koncepcje starają się wyjaśniać zachowanie prawami warunkowania i rozkładem wzmocnień (jak behawioryzm). Podejście poznawcze natomiast stara się wyjaśniać zachowanie człowieka tym, w jaki sposób postrzega on sytuację, jak ją interpretuje, co na ten temat już wie i jakie ma w związku z tym oczekiwania. Chociaż takie stwierdzenie można rozumieć w sposób potoczny i ktoś nawet mógłby dojść do wniosku, że „przecież to jest oczywiste”, w rzeczywistości psychologia poznawcza w żadnej mierze nie zajmuje się objaśnianiem zachowania poprzez to co wszystkim wydaje się oczywiste. Zagadnienie sfery poznania można przedstawić w uproszczeniu w następujący sposób. Przyjmuje się, że człowiek spostrzegając świat np. za pomocą zmysłu wzroku (zawężając spostrzeganie do jednego zmysłu) nie widzi jakiejś „chaotycznej papki” wynikającej ze stymulacji oczu falami elektromagnetycznymi o zakresie światła widzialnego (zob. widzenie barwne), który człowiek może zarejestrować (zob. receptory, percepcja). Zamiast tego potrafi wydobyć z takiej stymulacji informacje dotyczące tego co spostrzega, dzięki czemu „widzi” różne obiekty w polu widzenia, potrafi je odróżnić od siebie, „spostrzega”, że znajdują się w różnej odległości od siebie i od niego samego itd. Oczywiście, można to opisać jako stymulację narządów zmysłu wywołującą aktywność komórek nerwowych, które przekazują impulsy do kolejnych komórek, modyfikując przy tym funkcjonowanie swoich synaps i funkcjonowanie sąsiednich komórek. Ale można to opisać również za pomocą odwołania się do abstrakcyjnej sfery poznania i „tworzenia informacji”, czy „wiedzy” o otoczeniu. Idąc dalej, można stwierdzić, że takie informacje uzyskane ze stymulacji sensorycznej najwyraźniej są przechowywane w jakiś sposób (zob. pamięć), skoro człowiek potrafi rozpoznawać obiekty, z jakimi już wcześniej miał okazję się spotkać. Informacje te nie tylko pozwalają na odróżnianie i rozpoznawanie postrzeganych obiektów, ale zawierają też szerszą wiedzę, dotyczącą np. tego czy dany obiekt może zostać użyty i jak, albo czy może stanowić zagrożenie. Z tej perspektywy można powiedzieć, że człowiek unika pewnych obiektów, ponieważ „wie”, że mogą być dla niego zagrożeniem. Zachowanie unikające obiektów zagrażających można też tłumaczyć za pomocą warunkowania – podejście poznawcze nie neguje istoty i roli warunkowania, raczej stwierdza, że mechanizm warunkowania czy też procedura laboratoryjna, jaką określa się mianem warunkowania, opisuje sposób tworzenia informacji, wiedzy o otoczeniu. Istotne jest, że taka „wiedza”, czy owe „informacje” dotyczące otoczenia nie są związane z tym, że człowiek potrafi nazywać spostrzegane obiekty za pomocą słów języka naturalnego ani z tym, że może zdawać sobie sprawę z faktu posiadania wiedzy o otoczeniu, uświadamiać sobie swoją wiedzę. Użycie określenia, że człowiek „wie”, iż dany obiekt jest zagrażający, nie jest równoznaczne ze stwierdzeniem, że człowiek „uświadamia” sobie taką wiedzę i potrafi ją nazwać, wyrazić słowami. Słowo „wiedza”, posiadające szerokie „językowe” i „świadomościowe” konotacje, może być tutaj mylące. Sfera poznania nie jest „automatycznie” tożsama ze świadomością i językiem, stanowi po prostu efekt funkcjonowania układu nerwowego, a więc jest zjawiskiem przyrodniczym, powszechnie spotykanym w świecie zwierząt. Tematyka sposobu, w jaki podejście poznawcze opisuje tak rozumiane tworzenie informacji czy też wiedzy o otoczeniu, będzie w dalszej części artykułu przedstawiona w sposób bardziej formalny.

### Badania eksperymentalne
W początkowym okresie rozwoju psychologii zdarzało się, że wielu psychologów tworzyło swoje koncepcje jako ogólne, globalne teorie mające wyjaśniać bardzo wiele aspektów zachowania, często za pomocą tylko kilku kluczowych czynników, skupiając się raczej na opisowym aspekcie twierdzeń, nie zaś na możliwości ich udowodnienia, bądź sfalsyfikowania. W efekcie twierdzenia wielu koncepcji są zupełnie niefalsyfikowalne bądź zbyt ogólne aby można było je udowodnić, co czyni te teorie raczej kwestią wiary, a nie nauki. Tak wygląda klasyczna psychoanaliza i tradycyjna psychologia osobowości. Tymczasem psychologia poznawcza przyjmuje pewne tezy czy też założenia ogólne dotyczące systemu poznawczego oraz jego struktur i procesów, lecz poza tym nie tworzy jakiejś jednej globalnej teorii mającej wyjaśniać każdy aspekt zachowania, nie stara się zrozumieć zachowania człowieka działaniem kilku zaledwie czynników, a twierdzenia teoretyczne, niejako już z góry, formułuje w taki sposób, aby można było je wygodnie falsyfikować. Zamiast ogólnych, tworzone są wąskie teorie, w jakich uwaga skupiona jest na jednym, elementarnym aspekcie zachowania. W takim wąskim zakresie formułowane są predykcje względem zachowania i prowadzone są prace badawcze. Należy zauważyć, że skupienie uwagi na tworzeniu teorii dotyczącej jakiegoś konkretnego aspektu zachowania, jaki pozwala się zaobserwować i zmierzyć w laboratorium oraz dbałość o naukowe sformułowanie teorii, nie jest domeną wyłącznie psychologii poznawczej. W ten sposób pracowali już behawioryści oraz wielu innych psychologów przyjmujących alternatywne podejścia. Psychologia poznawcza przejęła dbałość o poprawność metodologiczną od behawiorystów i pozwoliła ukonstytuować się takiemu podejściu w ramach wielu innych obszarów problemowych w całej psychologii. Wpływ na to miały również postępy w innych obszarach nauki, ogólne trendy w nauce jako takiej oraz bardziej dojrzała debata metodologiczna, która nie zamierzała negować i pozbywać się trudności, jak to uczynił behawioryzm, ale stawiać im czoła. Kluczowym rozwiązaniem stał się pomiar czasu trwania zachowania, a ściślej – czas reakcji. Już w XIX wieku zaproponowano taką miarę jako dobre narzędzie badawcze dla psychologii i wielu psychologów, nie tylko behawioryści, aktywnie z niej korzystało. Jednakże dopiero psychologia poznawcza zaproponowała ogólne ramy, w jakich można było interpretować czas reakcji jako wskaźnik zjawisk psychicznych – aktywność procesów poznawczych. Tym samym można było argumentować, że zjawiska psychiczne wcale nie muszą być aż tak niematerialne, jak to głosili behawioryści. Najprawdopodobniej przebiegają one w czasie rzeczywistym, można więc zmierzyć czas ich trwania: a skoro można zmierzyć, jak długo „coś” trwa, to trudno całkowicie negować istnienie tego „czegoś”.
W efekcie takiego podejścia powstaje wiele wąskich teorii, również przynajmniej kilka opisujących to samo zagadnienie, z jakich każda ma jakieś dowody empiryczne. Z czasem, po wielu różnych doświadczeniach wykonanych przez różne zespoły badaczy, okazało się, że w pewnych warunkach niektóre teorie nie sprawdzają się, a więc nie są dobrym modelem wyjaśniającym dany aspekt rzeczywistości. Takie teorie następnie ulegają modyfikacji bądź odrzuceniu i zastąpieniu innymi znacznie lepiej radzącymi sobie z wyjaśnianiem i przewidywaniem zachowania. Poszczególne zagadnienia zaś są traktowane oddzielnie i nie podejmuje się prób scalania wszystkich tych teorii w jakąś jedną, spójną całość. W każdym roku publikuje się ogromną liczbę nowych artykułów naukowych dokumentujących nowe eksperymenty, modyfikujących dotychczasowe teorie i wprowadzających nowe – przez co wiedza ta dość szybko ulega dezaktualizacji. Takie podejście jest jednak bliższe naukom ścisłym i umożliwia tworzenie wiedzy o zachowaniu człowieka coraz to „doskonalszej”, stopniowo ulepszającej zdolność do wyjaśniania i przewidywania zachowania.

### Znaczenie dziedziny i kierunku
Podejście poznawcze (oraz znaczenie sfery poznania w wyjaśnianiu funkcjonowania człowieka) zostało powszechnie przyjęte i stanowi obecnie istotną część takich dziedzin, jak psychologia społeczna, rozwojowa, czy kliniczna, a nawet wykracza poza samą psychologię. Akceptują je inne nauki, np. biologia, medycyna czy psychoterapia, traktując system poznawczy wraz ze strukturami i procesami jako właściwy sposób opisu psychologicznych mechanizmów sterowania zachowaniem. Na gruncie biologii język psychologii poznawczej stosuje się obecnie również w odniesieniu do mechanizmów sterowania zachowaniem innych zwierząt posiadających układ nerwowy, nie tylko człowieka czy naczelnych. Nawet na gruncie psychoanalizy podejmowane są próby połączenia obu podejść i stworzenia czegoś na kształt „poznawczej psychoanalizy”. Przykładem może być teoria Jesepha Weissa. Podejście poznawcze i psychologia poznawcza znajduje również praktyczne zastosowanie w zakresie zagadnień reklamy, twórczości, edukacji i wychowania, zarządzania – w tym i zarządzania organizacją, jak i jej pracownikami (tj. zasobami ludzkimi, HR), kształtowania wizerunku i kontaktu organizacji z klientami, mediami (tzw. public relations, PR), ergonomii i kształtowania interfejsu urządzeń itd.

## Przetwarzanie informacji

### Określenie problemu
Psychologia boryka się z problemem wynikającym z faktu, że psychika, umysł, świadomość i świadome odczuwanie są zagadnieniami subiektywnymi, introspekcyjnymi, których nie da się obiektywnie opisać i zbadać tak jak przedmioty materialne. Co najwyżej można o nich opowiedzieć, lecz nigdy nie ma pewności czy taka werbalizacja nie jest przypadkiem wyłącznie zagadnieniem z zakresu filologii. Jak więc można badać coś nie wiedząc czy w ogóle istnieje? A nawet jeśli ktoś opowiada coś na temat odczuwanych przez siebie stanów subiektywnych, to ile jest w tym prawdy? W dodatku pojęcia opisujące w języku naturalnym takie subiektywnie doświadczane zjawiska posiadają silne konotacje filozoficzne i mogą być różnorodnie rozumiane potocznie.
Przed pojawieniem się psychologii poznawczej dominującym podejściem był behawioryzm, który radykalnie odrzucał możliwość zajmowania się świadomością i psychiką. Zjawiska psychiczne, jako subiektywne i nie dające się obserwować ani mierzyć, zdaniem behawiorystów, nie mogły być przedmiotem nauki. Psychologia mogła się zajmować – ich zdaniem – pomiarem konkretnych bodźców i reakcji (np. ruchowych, emocjonalnych), które można było obiektywnie zaobserwować i opisać w fizykalnych jednostkach miary. Dzięki odrzuceniu metod introspekcyjnych i zdefiniowaniu psychologii jako nauki o zachowaniu, a nie o treściach świadomości czy zjawiskach psychicznych, behawioryzm nadał psychologii status właściwej nauki empirycznej. Psychologia poznawcza umożliwiła utrzymanie tego statusu i definicji przy jednoczesnym sprowadzeniu do psychologii ponownie zagadnień tradycyjnie uznawanych za psychologiczne (tj. zagadnień związanych z psychiką, umysłem itd.).
Punktem wyjścia dla psychologii poznawczej jest matematyczna teoria informacji – ta sama, która umożliwiła rozwój informatyki. Przyjęto, że „przetwarzanie informacji” może być nie tylko przydatne w matematyce i inżynierii, ale może być również dobrym sposobem na wyjaśnianie zachowania, jeżeli ulokuje się je pomiędzy bodźcem a reakcją behawiorystów. Badacze mogli nadal operować w laboratorium bodźcami o określonych parametrach, obiektywnie rejestrować reakcje, ale odtąd mogli też wnioskować o tym, jak dane „na wejściu” zostały przetworzone w dane „na wyjściu”. Takiego przetwarzania informacji nie można zaobserwować ani zmierzyć, ale można spróbować wyobrazić sobie i odpowiednio opisać domniemany jego przebieg, jaki wyjaśni wyniki eksperymentów. Utworzoną w ten sposób koncepcję można następnie weryfikować w kolejnych eksperymentach, poddając ją coraz to bardziej wymagającym próbom. W ten sposób psychologia mogła ponownie zająć się problematyką sfery psychiki bez korzystania z subiektywnych opisów introspekcyjnych, zaś zjawiska psychiczne mogła odtąd przedstawiać w postaci konstruktu hipotetycznego pozwalającego się falsyfikować w toku doświadczeń naukowych.
W trakcie rozwoju psychologii poznawczej pojawiały się różne propozycje, w jaki sposób wyobrazić sobie przetwarzanie informacji, które hipotetycznie ma zachodzić w umyśle. Można wymienić dwie: metaforę komputerową – historycznie pierwszą, która zapoczątkowała psychologię poznawczą oraz koneksjonizm – podejście późniejsze, powstałe na gruncie krytyki pierwotnej propozycji.

### Metafora komputerowa
„Metafora komputerowa” to nazwa sposobu myślenia o tym, jak wypada przedstawiać domniemane przetwarzanie informacji w umyśle. Taki sposób myślenia pojawił się mniej więcej w latach 50. XX wieku i przez następne dwadzieścia lat był dominujący, chociaż dość szybko poddano go krytyce i proponowano różne alternatywy. Podejście to utożsamiało przetwarzanie informacji w umyśle z funkcjonowaniem komputerów. Umysł miał przetwarzać informacje sekwencyjnie i sterować zachowaniem za pomocą instrukcji warunkowych. Przetwarzanie sekwencyjne oznacza, że umysł mógł wykonać najpierw operację A, potem operację B, zaś kolejną operację mógł wykonać po zakończeniu poprzedniej. Instrukcje warunkowe są charakterystyczną częścią klasycznych języków programowania, wskazują do wykonania jakieś polecenia w zależności od spełnienia określonego warunku (w przypadku niespełnienia tego warunku, wykonywane są inne polecenia). W przypadku umysłu można to przedstawić następująco: „jeżeli widzę to a to, podejmuję takie to a takie działania”. Umysł miał być czymś w rodzaju oprogramowania i sądzono, że jako taki może być realizowany przez dowolną maszynę o dowolnej budowie, o ile jest ona w stanie taki program wykonać. W przypadku komputerów takie myślenie jest prawdziwe – ten sam program mogą realizować komputery o różnej architekturze, w różny sposób, prowadząc w ostateczności do tych samych efektów. Dlatego też uważano, że badanie układu nerwowego nic nie wniesie do poznania mechanizmów sterujących zachowaniem, podobnie jak znajomość fizycznej budowy konkretnego komputera niewiele wnosi do zrozumienia programów komputerowych (w tym celu istotniejsze znaczenie odgrywa poznanie zasad programowania). Przyjmowano zamiast tego, że więcej na ten temat mają do powiedzenia filozofia, logika, matematyka, informatyka, a nawet każdy „dobry” programista, który byłby w stanie tak zaprogramować komputer, aby ten zaczął tworzyć rozwiązania uznawane za inteligentne. W ten sposób powstał dział informatyki, nazywany współcześnie sztuczną inteligencją – zaczęto bowiem podejmować próby tworzenia takich programów komputerowych, które rozwiązywałyby łamigłówki i wyprowadzały twierdzenia matematyczne podobnie jak ludzie. Ukonstytuowała się także nauka o poznaniu (ang. cognitive science), nazywana w języku polskim kognitywistyką, w ramach której przyjęto, że za wyjaśnieniem mechanizmów sterujących zachowaniem mogą leżeć jakieś ogólne zasady przetwarzania informacji, czy też przekształcania symboli.
Pierwsze koncepcje powstałe na takim gruncie przedstawiały przetwarzanie informacji w umyśle jako ciąg sekwencyjnych operacji, mający początek w oddziaływaniu bodźców na narządy zmysłu, a koniec w podjęciu określonego zachowania. Można to przedstawić w następującej, uproszczonej, postaci: rejestracja informacji (spostrzeganie bodźca) → przekształcanie informacji → podjęcie przez system decyzji → wykonanie reakcji (zachowanie się). Takim koncepcjom najczęściej towarzyszyły wizualne przedstawienia domniemanego przetwarzania informacji, ilustrujące na schemacie czy diagramie kolejne etapy przetwarzania. Ze względu na sposób tworzenia takich schematów koncepcje te określa się mianem modeli blokowych.
Jednym z najczęściej cytowanych przykładów takiego modelu może być teoria Atkinsona i Shiffrina, dzieląca pamięć na trzy „pudełka” – pamięć sensoryczną, krótkotrwałą i długotrwałą. Uproszczony diagram jest następujący: rejestracja bodźca → oddzielny dla każdego zmysłu magazyn pamięci sensorycznej → wspólny dla wszystkich zmysłów magazyn pamięci krótkotrwałej → magazyn pamięci długotrwałej lub zapominanie: instrukcja warunkowa kieruje informacje do magazynu pamięci długotrwałej, jeżeli były powtarzane w pamięci krótkotrwałej, albo kieruje informacje w niebyt, jeżeli nie były powtarzane. Teoria ta postuluje również istnienie czegoś takiego, jak „generator reakcji” wyzwalający odpowiednie zachowanie na podstawie aktywności magazynów pamięciowych, jak również dopuszcza przekazywanie informacji z pamięci długotrwałej do krótkotrwałej. Teoria ta również wprost odwołuje się do terminologii informatycznej takiej jak „rejestr” czy „bufor” – pamięć sensoryczna jest w niej określana właśnie jako rejestr sensoryczny. Chociaż twierdzenia tej teorii w bardzo wielu sytuacjach nie sprawdzają się, podział pamięci na krótko- i długotrwałą prawdopodobnie jest jednym z najbardziej znanych „odkryć” psychologii, zresztą ma on na swoje poparcie także i inne argumenty, nie wynikające wyłącznie z tej koncepcji. Psychologowie poszukiwali dowodów na poparcie takich koncepcji na różnym gruncie, nie tylko w laboratorium psychologii poznawczej, np. teoria Atkinsona i Shiffrina odwoływała się też do badań neuropsychologicznych.
Gdyby jednak faktycznie chcieć wyobrazić sobie sterowanie zachowaniem przez umysł na wzór instrukcji warunkowych, to trzeba byłoby rozważać ogromną liczbę, wręcz nieskończoną, instrukcji zagnieżdżonych, czyli takich, jakie uzależniają wykonanie poleceń wskazywanych przez warunek dodatkowymi warunkami. Te dodatkowe instrukcje musiałyby uwzględniać, obok konkretnych bodźców i możliwych reakcji, także alternatywne znaczenie bodźców zależne od kontekstu i związane z tym alternatywne reakcje. Co więcej, inne instrukcje musiałyby modyfikować samo wykonanie reakcji od temperamentu, a także uwzględniać wpływ nastroju, osobowości, wcześniejszych doświadczeń itd. Koncepcje utworzone w duchu „metafory komputerowej” ujmowały bardzo uproszczony model funkcjonowania umysłu, przyjmujący „oddolny” kierunek przetwarzania, tj. zapoczątkowany przez bodźce i następnie obejmujący kolejne, coraz to „wyższe” etapy aktywności umysłowej. Założenie o sekwencyjności przetwarzania zdecydowanie ograniczało możliwość uwzględnienia w takim modelu potencjalnego przetwarzania w odwrotnym kierunku, tj. zapoczątkowanego na „wyższych piętrach” umysłu, a właśnie tak można byłoby uwzględnić wpływ takich czynników, jak np. osobowość. Co więcej, programy komputerowe, które miały być „inteligentnymi”, w rzeczywistości nie mogły się równać z aktywnością umysłową człowieka choćby z tego powodu, że taki program komputerowy musi zostać odpowiednio przemyślany i napisany, ze szczegółowym zaimplementowaniem co i jak ma zostać przez program wykonane, zaś kiedy już taki program działa, potrzebuje dostarczenia mu określonych danych. Tymczasem człowiek nie otrzymuje konkretnych instrukcji, zaś dane jakie są mu dostępne, prawie zawsze są niepełne z punktu widzenia komfortu pracy komputera.
Badania prezentowane przez Donalda Hoffmana, oparte na badaniach kogniwistycznych i matematycznych modelach, wykazują, że istoty, jako jednostki świadomościowe (ang.: conscious agents), nie ewoluowały, aby postrzegać rzeczywistość taką jaką ona jest, ale by postrzegać tak, by tylko maksymalizować swoją skuteczność w przetrwaniu i rozmnażaniu. Hoffman opisuje takie doświadczanie jako "multimodalny interfejs użytkownika” (MUI), posługując się metaforą pulpitu komputerowego i jego ikon. Ikony pulpitu zapewniają funkcjonalny interfejs, dzięki czemu użytkownik nie musi już zajmować się całym działaniem komputera, jego elektronicznych podzespołów i przyłączy z całym internetem. Każdy doświadcza siebie jako użytkownika a rzeczywistość wokół jako swój model MUI. Jest to jednak ewolucyjnie uproszczone doświadczenie (danej jednostki świadomościowej) tylko swego modelu dla innych jednostek świadomościowych, niczym jednostkowych portali z nimi, a nie samych jednostek świadomościowych jako nieuwarunkowanych. Najbardziej zrozumiałe i ważne takie portale, np. dla ludzi, dotyczą innych ludzi a najmniej dla nich dotyczą owadów, roślin, aż po nawet na końcu martwych przedmiotów. Jak w analogii ikon pulpitu od najbardziej użytecznych do najmniej, bądź zbędnych. Nie ma tu więc materii a nawet cała czasoprzestrzeń jest tylko swoistym interfejsem.

### Koneksjonizm
Ważnym krokiem w krytyce „metafory komputerowej” było przyjęcie tezy, że najprawdopodobniej wiele z zagadnień, jakimi zajmuje się psychologia, nie wynika z jakiś ogólnych, abstrakcyjnych zasad przetwarzania informacji, ale z tego jak zbudowany jest i jak funkcjonuje układ nerwowy. Inaczej mówiąc, postawiono przypuszczenie, że jednak może być istotne, na jakiej maszynie działa program nazywany umysłem i że kompletnie nie ma nic wspólnego z funkcjonowaniem komputerów. Takie myślenie doprowadziło do propozycji, aby to raczej układ nerwowy był metaforą umysłu, a nie komputer. Różnica w konsekwencji dla psychologii poznawczej jest ogromna: mózg bowiem przetwarza informacje w sposób równoległy, a nie sekwencyjny. Przynajmniej tak się obecnie przyjmuje. Ten kierunek myślenia, nazywany koneksjonizmem, zakłada, że przetwarzanie informacji w umyśle wypada sobie wyobrażać raczej jako działalność dużej liczby małych jednostek funkcjonalnych tworzących wzajemnie połączone sieci, na wzór komórek nerwowych połączonych w funkcjonalne sieci w tkance nerwowej. Komputer w tym podejściu nie jest traktowany jako potencjalny umysł, lecz jako narzędzie badawcze. Zamiast tworzyć klasyczne programy komputerowe w tradycyjnych językach programowania, bazujące na instrukcjach warunkowych, uczeni mogą tworzyć symulacje za pomocą tzw. sieci neuronowych, nazywanych inaczej neuropodobnymi czy też sztucznymi sieciami neuronalnymi. Sieć taka jest właśnie złożona z wielu pojedynczych jednostek funkcjonujących podobnie jak sieć komórek nerwowych (ale tylko podobnie). Sieci neuronowej nie programuje się w jaki sposób ma ona wykonać zadanie, a człowiek, który chce takiej sieci użyć, sam tego nie musi wiedzieć. Sieć neuronowa metodą prób i błędów dąży do osiągnięcia zadanego celu, jak gdyby „ucząc się” poprzez informacje zwrotne podawane przez człowieka. Uczeni mogą próbować tworzyć sieci, które będą rozwiązywać jakieś zadanie poznawcze popełniając przy tym podobne błędy jak człowiek realizujący dane zadanie. Modele umysłu utworzone w ten sposób określa się mianem modeli sieciowych. Warto jednak zauważyć, że podobieństwa między sieciami neuronowymi a funkcjonowaniem mózgu i uczeniem się człowieka nie są wcale takie duże i można podejrzewać, że w przyszłości modele sieciowe spotkają się z podobną krytyką jak „metafora komputerowa”.

### Neurobiologia
Współcześnie związek psychologii poznawczej z neurobiologią jest jeszcze silniej zaakcentowany, koncepcje i badania jednej dziedziny przenikają do drugiej wzajemnie się uzupełniając. Spora część neurobiologów dąży właściwie do tego samego celu co psychologowie, pragnąc wyjaśnić mechanizmy sterujące zachowaniem człowieka, łącznie z wyjaśnieniem stanów subiektywnych, odczuwania, świadomości itd. Siłą rzeczy narzuca to zbliżanie się obu tych dziedzin i poszukiwanie wspólnych obszarów, w których metody neurobiologiczne i psychologiczne mogą się wzajemnie połączyć w jednoczesnym badaniu mózgu i umysłu. Prowadzenie badań w takim wspólnym obszarze zwykło się określać mianem neurobiologii poznawczej (ang. cognitive neuroscience). Językiem opisu funkcjonowania mózgu/umysłu na poziomie umysłu, jest właśnie psychologia poznawcza. Niektórzy wyrażają nadzieję, że być może, w przyszłości uda się połączyć, choćby częściowo, neurobiologię i psychologię tak, aby przetwarzanie informacji w umyśle przedstawiać za pomocą konkretnych danych neurofizjologicznych, a nie poprzez metaforę komputerową i koneksjonizm.

## Struktury i procesy

### Konstruktywizm
Podejście poznawcze (psychologia poznawcza i kognitywistyka) zakłada, że kluczową zdolnością systemu poznawczego jest symboliczne reprezentowanie różnych aspektów rzeczywistości. Można to sobie wyobrazić w uproszczeniu na następującym przykładzie. Pewnego razu ktoś zobaczył rower i dowiedział się do czego służy, zaś jakiś czas później zobaczył zupełnie inny rower i od razu prawidłowo rozpoznał to urządzenie. Samo odwołanie się do „pamiętania” niewiele wnosi do zrozumienia tego, jak taka sytuacja jest w ogóle możliwa. Podejście poznawcze proponuje w tym zakresie wyobrazić sobie, że system poznawczy utworzył symboliczną reprezentację roweru, najwyraźniej przechowywaną w sposób trwały i możliwy do wykorzystania w późniejszym czasie. To tak, jakby ktoś utworzył notatkę opisującą rower na kartce i schował ją do kieszeni, aby przy okazji następnego spotkania z tym urządzeniem kartkę tę wyciągnąć, przeczytać i stwierdzić, że ma do czynienia z rowerem – urządzeniem jakie już zna i posiada na jego temat pewne informacje. Przyjmuje się, że tworzenie takich symbolicznych reprezentacji nie musi wymagać języka naturalnego i że w podobny sposób funkcjonuje system poznawczy innych zwierząt (np. małpy, psa czy myszy), co nie oznacza, że systemy poznawcze tych organizmów tworzą takie same reprezentacje, jak ludzie. Pogląd, że umysł w sposób aktywny tworzy „wewnętrzne” odzwierciedlenie „zewnętrznych” obiektów, określa się jako konstruktywizm.

### Struktury poznawcze i wiedza
„Struktury poznawcze” to ogólne wyrażenie określające porcję informacji stanowiących umysłową, symboliczną reprezentację jakiegoś aspektu rzeczywistości – zarówno czegoś konkretnego (np. rower, łosoś), jak i czegoś abstrakcyjnego (np. liczba, potęgowanie). Strukturami są także znaczenia słów języka naturalnego (jak i znaczenia innej formy systemu symbolicznej reprezentacji utworzonego sztucznie). Struktury mogą być tymczasowe, ulotne, tworzone na potrzeby chwili i istniejące przez ograniczony czas, ale mogą być również względnie trwałe, jako uporządkowana zawartość pamięci długotrwałej – zarówno epizodycznej, semantycznej, jak i proceduralnej. Od strony formalnej, słowo „wiedza” w psychologii jest odnoszone prawie wyłącznie do zawartości pamięci długotrwałej, tak więc zagadnienie struktur jest zagadnieniem bardziej podstawowym od zagadnienie wiedzy. W takim rozumieniu „wiedza” jest pewną kategorią struktur poznawczych. Struktury opisuje się za pomocą terminów takich, jak reprezentacje umysłowe: pojęcia, schematy i skrypty, wyobrażenia i obrazy umysłowe, sądy, stwierdzenia, procedury itp.
Zagadnienia organizacji systemu poznawczego wbrew pozorom nie są wyłącznie rozpatrywane na gruncie teoretycznym. Przykładowo, pewna grupa teorii usiłuje udzielić odpowiedzi na pytanie, w jaki sposób zorganizowana jest wiedza w systemie pamięci semantycznej, a więc, w jaki sposób system poznawczy reprezentuje różne aspekty rzeczywistości w zakresie, w którym wyodrębniamy jako coś osobnego pamięć (i w ogóle wiedzę) semantyczną. Są to koncepcje sieci semantycznych (ang. semantic network). Zakładają, że pamięć semantyczna zbudowana jest z pojedynczych jednostek funkcjonalnych – pojęć o określonym znaczeniu, zazwyczaj przedstawianych jako rzeczowniki i przymiotniki. Konkretna wiedza dotycząca jakiegoś aspektu rzeczywistości jest formułowana – według tych koncepcji – w postaci wzajemnych połączeń między określonymi pojęciami a odległość między dwoma pojęciami odzwierciedla ich wzajemne relacje. Takie koncepcje nie tylko potrafią zaprezentować jakąś wiedzę w postaci schematu ilustrującego sieć wzajemnie połączonych pojęć, ale postulują pewne predykcje odnośnie do zachowania się człowieka i umożliwiają ich weryfikację w toku badań eksperymentalnych. Choćby poprzez pomiar szybkości reakcji związanej z „dostępem” do pojęć o bliskiej relacji, w porównaniu do czasu „dostępu” do pojęć o odleglejszych konotacjach czy w ogóle związanych z innymi kategoriami semantycznymi.

### Procesy poznawcze
„Procesy poznawcze” natomiast to ogólne wyrażenie określające mechanizmy tworzenia i przekształcania struktur poznawczych umożliwiające wykorzystanie treści struktur do sterowania zachowaniem – są to procesy percepcji, uwagi, pamięci, myślenia. Jako proces (czy zbiór procesów) traktuje się także tzw. funkcje językowe, przy czym, co już wspomniano wcześniej, znaczenia słów uważa się za struktury. Procesy percepcji, uwagi itp. nie muszą być koniecznie traktowane jako dokładne odzwierciedlenie czegoś co rzeczywiście istnieje. Są to raczej hipotetyczne konstrukty, które pozwalają lepiej uporządkować dotychczasową wiedzę, umożliwiają lepsze porozumiewanie się między uczonymi i tworzenie nowej, bardziej szczegółowej wiedzy. Należy o nich myśleć raczej jak o etapach przetwarzania informacji, niekoniecznie zaś jak o całkowicie odrębnych ontologicznie bytach. Po prostu, najpierw informacja musi być zarejestrowana przez narządy zmysłu, później dopiero może zostać zapamiętana. Jest to jednak bardziej logiczne uporządkowanie, bowiem spostrzeganie samo w sobie wiąże się z selekcją informacji sensorycznej i identyfikacją tego, co się spostrzega, a więc wymaga też współudziału procesów uwagi (selekcjonujących informacje) i procesów pamięci (bowiem identyfikacja obiektu to przecież nic innego, jak stwierdzenie, że to co się widzi, jest tym, co się już zna, co się pamięta). Tak więc, nawet rozpatrując procesy poznawcze jako etapy przetwarzania, decydującą rolę może mieć nie moment, w którym dany proces coś robi, ale to co robi. Przykładem może być zagadnienie tzw. pamięci sensorycznej, które jest traktowane jako zagadnienie pamięci (bowiem dotyczy przechowywania informacji w systemie poznawczym), chociaż właściwie odnosi się do zjawisk percepcyjnych związanych ze stymulacją narządu zmysłu.